# 마노에우 메시아스 시우바 카르발류
마노에우 메시아스 시우바 카르발류(포르투갈어: Manoel Messias Silva Carvalho, 1990년 2월 16일 ~ )는 브라질의 축구 선수로 포지션은 센터백이다. 현재 캄페오나투 브라질레이루 세리이 A의 플루미넨시 FC에서 활약하고 있다.

## 선수 경력

### 아틀레치쿠 파라나엔시
아틀레치쿠 파라나엔시에서 프로 데뷔를 한 마노에우는 2013년 캄페오나투 브라질레이루 세리이 A 올해의 팀에 선정되는 등 좋은 활약을 했다.